# 2004 في الاتحاد الأوروبي
الأحداث من عام 2004 في الاتحاد الأوروبي.

## المناصب
- رئيس المفوضية الأوروبية - رومانو برودي (إلى 22 تشريت الثاني) دوراو باروسو, حزب الشعب
- رئاسة مجلس الاتحاد الأوروبي - أيرلندا (كانون الثاني - حزيران) هولندا (حزيران - كانون الأول)
- رئيس البرلمان الأوروبي - بات كوكس، جوزيب بوريل، حزب الاشتراكيين الأوروبيين
- الممثل السامي للاتحاد للشؤون الخارجية والسياسة الأمنية - خافيير سولانا

## الأحداث
- 1 أيار: توسيع 2004.
- 13-10 حزيران: انتخابات البرلمان الأوروبي 2004 وسعت المفوضية.
- 22 تموز: البرلمان يقر خوسيه مانويل باروسو رئيسا.
- 1 تشرين الثاني: تأخر الموعد الأصلي لدخول باروسو منصبه بسبب معارضة برلمانية لبعض مفوضيّه. يتم تقديم كلية جديدة في وقت لاحق.
- 18 تشرين الثاني: البرلمان يوافق على لجنة باروسو.
- 22 تشرين الثاني: تولت لجنة باروسو مهامها.